# Franchement, ma chère, c'est le cadet de mes soucis
« Franchement, ma chère, c'est le cadet de mes soucis » (en version originale : Frankly, my dear, I don't give a damn) est la réplique finale de Rhett Butler (Clark Gable) à Scarlett O'Hara (Vivien Leigh) dans le film Autant en emporte le vent datant de 1939.
Cette réplique a été élue meilleure réplique du cinéma américain en 2005, alors qu'elle aurait dû être censurée lors du tournage par le code Hays. Devenue une phrase culte, cette citation a été pastichée et parodiée dans bon nombre de divertissements populaires, dont la série d'animation Les Simpson ou les émissions That '70s Show et Le Muppet Show.

## La phrase, du livre au film

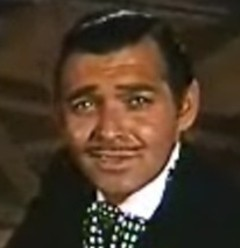
Rhett Butler (interprété par Clark Gable).

Dans le roman de Margaret Mitchell, Autant en emporte le vent, le personnage de Rhett Butler emploie la phrase : « My dear, I don't give a damn. », qui a donc été légèrement modifiée dans le scénario du film, pour devenir « Frankly, my dear, I don't give a damn. »
On note cependant un contexte différent :
- Dans le livre, Rhett parle calmement à Scarlett dans une pièce ;
- Dans le film, Rhett et Scarlett sont sur le pas de la porte. Elle demande ce qu'elle va faire, ce qu'elle va devenir, et Rhett répond sèchement, « Franchement, ma chère, c'est le cadet de mes soucis ! », avant de s'éclipser dans la brume.

Happy end oblige, Scarlett va s'effondrer dans les escaliers en pleurant, avant de se redresser pour la dernière réplique du film (classée 31e plus grande réplique de tous les temps) : « Après tout, demain est un autre jour ! ».
La réplique a été classée en tête dans un sondage mené en 2016 par The Hollywood Reporter auprès de plus de 1 600 professionnels du cinéma sur leurs répliques préférées de l'histoire du cinéma.

## Conflit avec la censure

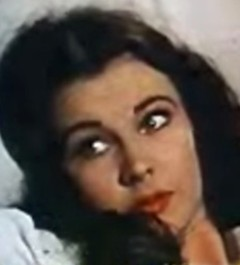
Scarlett O'Hara (interprétée par Vivien Leigh).

Lors de la création du film Autant en emporte le vent, le code de censure Hays, en place à Hollywood à cette époque, était notamment chargé de vérifier les dialogues pour y supprimer l'obscénité et la vulgarité. Or, si « Frankly, my dear, I don't give a damn. » n'apparaît pas comme une phrase excessivement grossière à des oreilles du XXIe siècle, l'utilisation du terme « damn » avait un poids bien plus fort en 1939. 
Malgré une utilisation courante avant la mise en place du code, le terme fut donc mal vu par la censure qui proposa la phrase de remplacement « Frankly, my dear, I don't care. » (« Franchement, ma chère, peu m'importe. »). Cette alternative déplaît bien entendu au producteur, David O. Selznick, qui, après l'argument d'« élément essentiel du scénario » et des concessions sur d'autres points du film, obtient une dérogation lui permettant de conserver la phrase. Une légende voudrait que Selznick ait payé une amende pour cette réplique mais il apparaît plutôt que le Code Hays a été modifié peu de temps avant la sortie du film et que la réplique en aurait bénéficié in extremis.
Aujourd'hui, si la formule française semble quelque peu désuète ou proche du niveau de langage soutenu, « damn » demeure en anglais un juron fréquent et populaire. Ainsi, une traduction possible dès 1939, plus littérale et somme toute plus exacte, compte tenu du juron, eût donné : « Franchement, ma chère, je m'en fous ! » La traduction du livre en français indique « Franchement ma chère... Je m'en fiche comme d'une guigne ».

## Hommages et détournements
Liste non exhaustive.

### À la télévision
- Les Simpson, saison 10 - épisode 20 : Les vieux sont tombés sur la tête
- That '70s Show, saison (3) - épisode (10) : réplique de Fez à Jackie, qui vient de lui dire qu'elle a froid.
- Veronica Mars, saison 2 - épisode 7 : le personnage Logan parodie la célèbre réplique en s'adressant à sa maîtresse au moment de la quitter. Lorsque celle-ci lui demande ce qu'il va advenir d'elle, il lui dit : « Frankly, my dear… you know the rest. » (« Franchement, ma chère… tu connais la suite. »)
- Robot Chicken, saison 4 - épisode 12 : l'épisode 12 met en scène une parodie, version kung-fu, de Autant en emporte le vent, avec Jean-Claude Van Damme dans le rôle de Reth Butler et Cynthia Rothrock dans celui de Scarlett O'Hara, dans un film nommé Frankly my dear, I don't give a Van Damme!

### Au cinéma
- 1979 : Les Muppets, le film : réplique de Kermit la grenouille à Piggy la cochonne
- 1994 : The Mask : réplique de Jim Carrey, imitant la voix de Clark Gable
- 2005 : Les Noces funèbres
- 2007 : Om Shanti Om
- 2014 : Une merveilleuse histoire du temps

### Dans la musique
- 1983 : la chanson You Are Beautiful, du groupe Chic, contient sous forme de sample la citation de Clark Gable.